# NGC 4286
NGC 4286 (другие обозначения — IC 3181, UGC 7398, MCG 5-29-65, ZWG 158.83, KUG 1218+296, PGC 39846) — галактика в созвездии Волосы Вероники.
Этот объект входит в число перечисленных в оригинальной редакции «Нового общего каталога».
Является карликовой галактикой с ядром, имеет промежуточный тип между карликовой неправильной и карликовой линзовидной галактикой.